# Брезник Плешивички
Брезник Плешивички је насељено место у Републици Хрватској у Загребачкој жупанији. Административно је у саставу Јастребарског. Простире се на површини од 2,10 km²

## Становништво
Према задњем попису становништва из 2001. године у Брезнику Плешивичком живела су 134 становника који живе у 41 породичном домаћинству. Густина насељености је 63,81 становник на km²
Кретање броја становника по пописима 1857—2001.
| година пописа  | 1857 | 1869 | 1880 | 1890 | 1900 | 1910 | 1921 | 1931 | 1948 | 1953 | 1961 | 1971 | 1981 | 1991 | 2001 | 2011 |
| бр. становника | 79   | 112  | 117  | 125  | 137  | 163  | 138  | 150  | 174  | 179  | 167  | 165  | 143  | 143  | 134  | 123  |

Напомена: До 1900 исказивано по именом Брезник